# Булатовское сельское поселение (Тверская область)
Була́товское се́льское поселе́ние — упразднённое муниципальное образование в составе бывшего Кашинского района Тверской области.
На территории поселения находятся 50 населенных пунктов. Административный центр — деревня Булатово.
Образовано в 2005 году, включило в себя территории Булатовского и Леушинского сельских округов. С 2018 года упразднено и стало частью единого Кашинского городского округа.

## Географические данные
- Общая площадь: 236,2 км²
- Нахождение: южная часть Кашинского района.
  - Граничит:
    - на севере — с Давыдовским СП,
    - на востоке — с Письяковским СП и Барыковским СП,
    - на юге — с Кимрским районом, Неклюдовское СП и Печетовское СП,
    - на западе — с Верхнетроицким СП и Славковским СП.

Главная река — Медведица.
Поселение пересекает автодорога «Кушалино — Горицы — Кашин — Калязин».

## Население
По переписи 2002 года — 1446 человек (557 в Булатовском и 889 в Леушинском сельском округе), на 01.01.2008 — 1329 человек.

Национальный состав: русские.

## Населённые пункты
На территории поселения находятся следующие населённые пункты:
| №  | Тип нп | Название           | Население (2008 год) |
| -- | ------ | ------------------ | -------------------- |
| 1  | дер.   | Антюшино           | 3                    |
| 2  | дер.   | Большое Макарово   | 22                   |
| 3  | дер.   | Борщево            | 24                   |
| 4  | дер.   | Булатово           | 178                  |
| 5  | дер.   | Бухвостово         | 12                   |
| 6  | дер.   | Гоготово           | 6                    |
| 7  | дер.   | Горлово            | 15                   |
| 8  | дер.   | Деревенька         | 29                   |
| 9  | дер.   | Дудино             | 2                    |
| 10 | дер.   | Итьково            | 5                    |
| 11 | дер.   | Льгово             | 152                  |
| 12 | дер.   | Малое Софроново    | 0                    |
| 13 | дер.   | Маматово           | 1                    |
| 14 | дер.   | Монино             | 0                    |
| 15 | дер.   | Нижняя Троица      | 0                    |
| 16 | дер.   | Ордынка            | 4                    |
| 17 | дер.   | Свинцово           | 0                    |
| 18 | дер.   | Старово            | 6                    |
| 19 | дер.   | Студеное Поле      | 76                   |
| 20 | дер.   | Чернышево          | 9                    |
| 21 | дер.   | Андрейково         | 0                    |
| 22 | дер.   | Башвино            | 16                   |
| 23 | дер.   | Вантеево           | 13                   |
| 24 | дер.   | Введенское         | 0                    |
| 25 | дер.   | Верезино           | 0                    |
| 26 | дер.   | Зобнино            | 232                  |
| 27 | дер.   | Золотилово         | 2                    |
| 28 | дер.   | Ивашнево           | 3                    |
| 29 | дер.   | Киселево           | 7                    |
| 30 | дер.   | Клитино            | 0                    |
| 31 | дер.   | Лапшино            | 2                    |
| 32 | дер.   | Лежнево            | 0                    |
| 33 | дер.   | Леушино            | 211                  |
| 34 | дер.   | Логиново           | 1                    |
| 35 | дер.   | Лужки              | 3                    |
| 36 | дер.   | Нижняя Троица      | 2                    |
| 37 | дер.   | Павловское         | 2                    |
| 38 | дер.   | Потупово           | 6                    |
| 39 | дер.   | Почапки            | 43                   |
| 40 | дер.   | Рагузино           | 4                    |
| 41 | дер.   | Ременница          | 5                    |
| 42 | дер.   | Семеновское        | 40                   |
| 43 | дер.   | Скриплево          | 0                    |
| 44 | дер.   | Соколово           | 86                   |
| 45 | дер.   | Соколово-Кошкарево | 71                   |
| 46 | дер.   | Судниково          | 4                    |
| 47 | село   | Турово             | 2                    |
| 48 | дер.   | Федоровское        | 8                    |
| 49 | дер.   | Челагино           | 7                    |
| 50 | дер.   | Ченцы              | 15                   |

### Бывшие населённые пункты
На территории поселения исчезли деревни Большое Кобылино, Глебово, Грешниково, Тетерино, Чагино, Шаблыкино и другие.

Деревня Герасимово присоединена к деревне Льгово, деревня Аспидниково и погост Никольский, что на Песках присоединены к деревне Леушино.

## История
В XIX — начале XX века большинство деревень поселения относились к Кобылинской и Потуповской волостям Кашинского уезда Тверской губернии.
С 1929 года территория поселения входит в Кашинский район (сначала Московской области, с 1935 года — Калининской области, с 1990 года — Тверской области).

## Известные люди
В ныне не существующей деревне Глебово родился Герой Советского Союза Иван Арсеньевич Самойлов.
 В деревне Льгово родился Герой Советского Союза Демьян Васильевич Кузов.
В ныне не существующей деревне Абрамьево родился Доманин, Дмитрий Степанович, Заслуженный тренер РСФСР (1963).